# 엘레니 푸레이라
엘레니 푸레이라(알바니아어: Entela Fureraj, 그리스어: Ελένη Φουρέιρα, 1987년 3월 7일 ~ )는 알바니아 출생 그리스의 가수, 배우, 댄서, 패션 디자이너이다. 2007년 걸 그룹 미스티크(Mystique)의 멤버로 데뷔해, 2009년 팀이 해체된 후 솔로 활동을 시작했다. 유로비전 송 콘테스트 2018 키프로스 대표로 참가해 최종 2위를 했다.

## 음반 목록
- Eleni Foureira (2010)
- Ti poniro mou zitas (2012)
- Anemos agapis (2014)
- Vasilissa (2017)
- Poli_Ploki (2022)